# Княжество Каленберг
Княжеството Каленберг (на немски: Fürstentum Calenberg) е създадено през 15 век частично княжество на Велфите в Херцогство Брауншвайг-Люнебург, територия в Свещената Римска империя от 1494 до 1705 г. То е основна земя на по-късното Курфюрство Хановер и затова е наричано също „Kernlande Hannover“.
През 1636 г. генерал Георг фон Каленберг, генерал в Тридесетгодишната война, избира за резиденция град Хановер. Преди това столица е Каленберг. Първоначално княжеството е в племеното Херцогство Саксония. През 1692 г. влиза в Курфюрство Брауншвайг-Люнебург.

## Князе на Каленберг

### Дом Велфи
- Вилхелм I „Победител“ (1432 – 1473), син на Хайнрих I от Брауншвайг-Волфенбютел
- Фридрих III „Неспокойният“ (1484), син
- Вилхелм II Млади (1484/1485 – 1495), брат

### Дом Каленберг
- Ерих I (1494 – 1540), син на Вилхелм II от Брауншвайг-Каленберг-Гьотинген
- Ерих II (1545 – 1584), син

### Дом Волфенбютел
- Юлий (1584 – 1589), син на Хайнрих II от Брауншвайг-Волфенбютел
- Хайнрих Юлий (1589 – 1613), син
- Фридрих Улрих (1613 – 1634), син

### Дом Люнебург
- Георг (1635 – 1641), син на Вилхелм Млади от Брауншвайг-Люнебург
- Христиан Лудвиг (1641 – 1648), син
- Георг Вилхелм (1648 – 1665), брат
- Йохан Фридрих (1665 – 1679), брат
- Ернст Август (1679 – 1698), брат (от 1692 първият курфюрст на Хановер)
- Георг Лудвиг (1698 – 1705), син (става 1714 като Джордж I, крал на Великобритания).